# Wereldkampioenschap wegrace 1951
Het wereldkampioenschap wegrace seizoen 1951 was het derde in de geschiedenis van het door de FIM georganiseerde wereldkampioenschap wegrace.

## Algemeen
1951 was het jaar van Geoff Duke en zijn Norton Manx. Hij werd wereldkampioen in de 350- en de 500cc-klasse. De Italiaanse pers kon het maar moeilijk verteren dat de Norton zo snel was, en schreef het succes volledig aan Duke toe. Helemaal terecht was dat niet: omdat Alfredo Milani en Umberto Masetti het circuit op Man niet kenden stuurde Gilera ze daar niet naartoe. Bruno Ruffo en Eric Oliver werden beiden voor de derde keer wereldkampioen. Hoewel Duitsland nog uitgesloten was van het wereldkampioenschap wegrace, was dat kampioenschap er immens populair. In 1951 kwamen er 400.000 toeschouwers naar de race op de Solitudering kijken. Voor de Britten was er op het eiland Man veel te vieren: De nieuwe 125 cc Ultra-Lightweight TT was een succes en werd gewonnen door Cromie McCandless met een Mondial. Ook de andere podiumplaatsen waren voor deze Italiaanse viertakten met Carlo Ubbiali en Gianni Leoni.

## FIM
De FIM had twee wijzigingen in de reglementen doorgevoerd: De cilinderinhoud van de zijspanklasse ging van 600- naar 500 cc. Een vrij logische keuze, want zo konden de normale raceblokken in de zijspancombinaties gebouwd worden, wat in de praktijk ook al gebeurde. Verder werd bepaald dat een Grand Prix pas meetelde als er minstens zes deelnemers waren. Dat was een gevolg van de wanvertoning tijdens de Ulster Grand Prix van 1950, toen alleen de drie fabriekscoureurs van Mondial aan de start waren gekomen.
|         | 1e | 2e | 3e | 4e | 5e | 6e |
| ------- | -- | -- | -- | -- | -- | -- |
| Punten: | 8  | 6  | 4  | 3  | 2  | 1  |

|               | 125 cc | 250 cc | 350 cc | 500 cc | Zijspan |
| ------------- | ------ | ------ | ------ | ------ | ------- |
| Aantal races: | 4      | 5      | 8      | 8      | 5       |
| Tellend:      | 4      | 4      | 5      | 5      | 4       |

## Merken/teams
- AJS was haar fabriekscoureur Les Graham verloren aan Gilera en Bill Doran werd zijn vervanger. Men worstelde nog steeds met de doorontwikkeling van de 500cc-E90. In de 350cc-klasse beschikten de AJS-rijders over de 7R "Boy Racer", die als productieracer was bedoeld en niet was opgewassen tegen de Norton 40M. Desondanks werd Doran tweede in het wereldkampioenschap.
- Benelli had eigenlijk maar één fabrieksrijder: Dario Ambrosini, die de 250cc-race van de GP van Zwitserland won en in de Lightweight TT tweede werd. Toen Ambrosini in de training van de GP van Frankrijk verongelukte trok men het team terug uit het wereldkampioenschap.
- Gilera zette in de 500cc-klasse een groot en sterk team in, met Alfredo Milani, Umberto Masetti en Nello Pagani. Het was niet genoeg om Geoff Duke en Norton te verslaan, maar Milani en Masetti werden tweede en derde in het wereldkampioenschap.
- Mondial was met de Mondial 125 Bialbero niet te verslaan in de 125cc-klasse, maar het team kreeg harde klappen door het verongelukken van Gianni Leoni, Guido Leoni en Raffaele Alberti. Carlo Ubbiali werd wereldkampioen en Gianni Leoni werd postuum tweede.
- Moto Guzzi had net als Gilera een groot aantal fabrieksrijders, die nog de Moto Guzzi Bicilindrica 500 gebruikten: Fergus Anderson, Sante Geminiani, Enrico Lorenzetti en Bruno Ruffo. Men moest echter onderkennen dat de Bicilindrica met zijn schommelvoorvork en swingarm-achtervork met frictiedempers niet meer kon concurreren en huurde Carlo Giannini in om de nieuwe Quattro Cilindri te ontwikkelen.
- MV Agusta wilde haar slag slaan in 1951. Men kocht Carlo Bandirola bij Gilera weg en Les Graham bij AJS. Na de teleurstellende resultaten in de GP van Spanje, waar Arciso Artesiani op twee ronden en Carlo Bandirola op vijf ronden werden gereden, en de GP van Zwitserland, kreeg Piero Remor de opdracht om de MV Agusta 500 4C volledig te herzien. In de TT van Man verscheen de machine met vier carburateurs, een telescoopvork aan de voorkant en hydraulische schokdempers aan de achterkant. Het mocht niet baten: Graham scoorde geen enkel punt en Bandirola werd twaalfde in het wereldkampioenschap. Met de MV Agusta 125 Bialbero scoorde Graham slechts vier punten.
- Norton had zijn fabrieksteam waarschijnlijk beperkt tot Geoff Duke. Tommy Wood reed op privébasis in de 500cc-klasse met een Norton Manx, maar in de 350cc-klasse kwam hij uit op een Velocette en in de 125cc-klasse met een Morini.
- Velocette: In 1951 liep de uit 1938 stammende Velocette KTT Mk VIII op zijn laatste benen. Velocette hief het fabrieksteam op en daarmee ging de strijd om de wereldtitel tussen de AJS 7R en de Norton 40M.

## Coureurs
- Dickie Dale won de 350cc-klasse van de North West 200. Tijdens een race in Wales won hij de 350cc-klasse ook, maar met dezelfde 350cc-Norton Manx won hij de 500cc-race. Dat betekende een goede kans om naast Geoff Duke in het fabrieksteam van Norton te komen, maar tijdens de TT van Man werd hij ziek. Hij bleek tuberculose te hebben en kon pas in 1953 weer racen.
- Bill Doran werd als fabrieksrijder de opvolger van Les Graham bij AJS, maar had alleen succes met de 350cc-AJS 7R, waarmee hij tweede in het wereldkampioenschap werd.
- Geoff Duke had een geweldig seizoen met wereldtitels in de 350- en de 500cc-klasse.
- Les Graham trad in dienst van MV Agusta, vooral voor de 125cc-klasse. Hij reed in de 350cc-klasse met een Velocette en startte - zonder succes - ook met de MV Agusta 500 4C in de TT van Man.
- Ted Frend sloeg enkele seizoenen over, waarschijnlijk om zich te richten op zijn eigen bedrijf, Paramount Sheet Metal in Kingston, dat vliegtuig- en motorfietsonderdelen vervaardigde.
- Bruno Ruffo reed in de 500cc-klasse met een Moto Guzzi Dondolino, maar in de 250cc-klasse was hij fabrieksrijder en gebruikte hij een Moto Guzzi Gambalunghino. Aanvankelijk moest hij Dario Ambrosini (Benelli) voor laten gaan, maar na Ambrosini's overlijden trok Ruffo de wereldtitel naar zich toe.
- Charlie Salt sloeg het WK-seizoen over omdat hij testrijder werd bij BSA.
- Tommy Wood had zich misschien beter op één klasse kunnen richten. Nu kwam hij uit in drie klassen waarin hij goed presteerde, maar hij sloot het seizoen af met de tweede plaats in de 250cc-klasse als beste resultaat.

### Gestopt
- Bob Foster beëindigde zijn carrière na de Grand Prix van België.
- Harold Daniell, Eric McPherson en Jock West hadden hun carrière voor aanvang van het seizoen beëindigd.

### Overleden
- Al op 17 april verongelukte Renato Magi bij een recordpoging op de autoweg Rome-Ostia.
- Op 6 mei verongelukten Guido Leoni en Raffaele Alberti tijdens een Italiaanse kampioenswedstrijd op het stratencircuit van Ferrara.
- De Isle of Man TT van 1951 verliep rampzalig. Er vielen zes doden onder de privérijders: Leonard Bolshaw, Chris Horn, John O'Driscoll, Doug Parris, John Simister en John Wenman.
- Op 14 juli overleed de 250cc-wereldkampioen Dario Ambrosini bij een ongeluk tijdens de trainingen voor de Franse Grand Prix. Hij stierf in de armen van Gianni Leoni. Op exact dezelfde dag verongelukte de snelle privérijder Claudio Mastellari op het circuit van Schotten in Duitsland.
- Op 15 augustus gebeurde er een ongeluk bij de trainingen van de Ulster Grand Prix. Die werd nog op het Clady Circuit gereden. Dat was een stratencircuit en tijdens de trainingen stonden de wegen nog open voor het verkeer. Daarom was het niet mogelijk op volle snelheid te rijden, want er was ook nog ander verkeer op de weg. Enrico Lorenzetti was getuige van het ongeluk en raakte zelf licht gewond toen hij op de ravage inreed. Samen met Sante Geminiani en Gianni Leoni had hij een rustige ronde gereden en toen hij en Geminiani stopten om iets aan de afstelling van een van de motorfietsen te veranderen had Leoni dat niet gemerkt. Lorenzetti en Geminiani reden weer verder, maar kwamen in een bocht Leoni tegen, die gemerkt had dat hij alleen was. Leoni week naar links uit, zoals het bij het linkse verkeer in Ulster hoorde, maar Geminiani vergat waarschijnlijk in de haast dat hij niet in Italië was en reed met volle snelheid tegen Leoni aan. Geminiani werd ongeveer 40 meter door de lucht geslingerd en was op slag dood. Leoni stond zelfs nog op, maar verloor daarna het bewustzijn en stierf nog op dezelfde dag in het ziekenhuis van Belfast. Het team van Moto Guzzi trok zich ondanks het verlies van twee fabriekscoureurs niet terug en op 18 augustus won Bruno Ruffo de 250cc-klasse.

## Races
GP van Spanje, Montjuïc Park
Feitelijk was dit de tweede Grand Prix van Spanje. De eerste was in 1950 verreden en telde nog niet mee voor het wereldkampioenschap. Nu Norton alles had gezet op het succes van Geoff Duke, was het opmerkelijk dat die helemaal niet naar Spanje kwam. Hij reed op zondag een internationale race in Marseille. Ook Bill Doran, de nieuwe toprijder van AJS, kwam niet aan de start.
Isle of Man TT, Mountain Course
De TT van Man begon onder een slecht gesternte. Op 6 mei had het team van Mondial twee van haar fabrieksrijders verloren: Guido Leoni en Raffaele Alberti verongelukten tijdens een Italiaanse kampioensrace in Ferrara. Tijdens de trainingen op 29 mei verongelukte Leonard Bolshaw bij de 32e mijlpaal en op 31 mei verongelukte John O’Driscoll bij de 33e mijlpaal. Tijdens de Junior TT op 4 juni verongelukte John Wenman in de omgeving Rhencullen Hill/Bishopscourt. Op dezelfde dag verongelukte Doug Parris tijdens de Clubmans Junior TT bij the Bungalow en op 8 juni verongelukte Chris Horn tijdens de Senior TT bij Laurel Bank.
GP van België, Spa-Francorchamps
In België werden de Italianen enerzijds en Geoff Duke anderzijds voor het eerst met elkaar geconfronteerd. Duke had de eerste twee GP's overgeslagen en de Italianen waren niet naar de TT van Man gereisd. Er waren slechts twee soloklassen die Duke allebei won en de zijspanrace werd een prooi voor Eric Oliver/Lorenzo Dobelli. Daarmee won Norton alle klassen. Bob Foster reed zijn laatste GP voor de 200.000 toeschouwers.
Dutch TT, Assen
De TT van Assen trok in 1951 al 100.000 toeschouwers.
GP van Frankrijk, Albi
Deze eerste Franse Grand Prix die meetelde voor het wereldkampioenschap werd overschaduwd door de dood van Dario Ambrosini, die tijdens de 250cc-trainingen verongelukte. Daarop trok het team van Benelli zich voor de rest van het seizoen terug.
Ulster GP, Clady
In de eerdere Ulster GP's had de ACU alle klassen tegelijk laten rijden, waardoor coureurs die in meerdere klassen actief waren een keuze moesten maken. Dat gold in deze uitvoering niet voor de 500cc-rijders, die al op donderdag 16 augustus reden. De andere klassen reden wel tegelijk op zaterdag 18 augustus. Nu de 500cc-klasse apart van de 350cc-klasse reed, maakte Geoff Duke van de gelegenheid gebruik om beide wereldtitels veilig te stellen. De Grand Prix werd overschaduwd door de dood van Gianni Leoni en Sante Geminiani.
GP des Nations, Monza
Voor Geoff Duke was de GP des Nations slechts een formaliteit, want hij was al wereldkampioen in de 350- en de 500cc-klasse. In de 250cc-klasse vormde Tommy Robb nog een kleine bedreiging voor Bruno Ruffo en in de 125cc-klasse konden rekenkundig nog acht coureurs wereldkampioen worden. Gianni Leoni en Guido Leoni waren echter al overleden, maar als de top acht geen punten scoorden, was Gianni postuum wereldkampioen omdat hij een overwinning had gescoord en Carlo Ubbiali niet. In de zijspanklasse was de spanning het grootst: daar stonden de combinaties Eric Oliver/Lorenzo Dobelli en Ercole Frigerio/Ezio Ricotti ex aequo aan de leiding met 26 punten.

## 500cc-klasse
Het fabrieksteam van Norton sloeg de eerste wedstrijd, de Spaanse Grand Prix, over. Alfredo Milani viel daar met de Gilera-viercilinder uit, maar Umberto Masetti won. Tommy Wood pakte zijn enige punten in de 500cc-klasse door tweede te worden vóór de MV Agusta van Arciso Artesiani, die in dit seizoen ook geen punten meer zou scoren. Norton had nu ook de Norton Manx productieracers voorzien van het nieuwe Featherbed frame maar ook het frame van de Gilera 500 4C was verbeterd. De officiële fabrieksrijder van Norton, Geoff Duke, viel in de Zwitserse GP uit, maar nu won Fergus Anderson met een Moto Guzzi Bicilindrica 500. Ook voor hem waren dit de enige punten van het hele seizoen. Reg Armstrong werd met de AJS E90 Porcupine tweede en Enrico Lorenzetti, vriend en teamgenoot van Anderson, werd derde. Milani viel opnieuw uit. In de Senior TT begon de zegetocht van Geoff Duke. Hij won die met ruim vier minuten voorsprong op Bill Doran met de AJS, nadat Reg Armstrong was uitgevallen. Duke leidde de race zelfs alle (7) ronden lang. Cromie McCandless werd met een Norton Manx derde. Het team van Gilera bleef op het vasteland, mogelijk een fout die aan het einde van het seizoen punten zou kosten, maar de Italiaanse coureurs kenden het 60 kilometer lange circuit niet. MV Agusta had daarom juist Les Graham aangetrokken, maar die viel uit. Alfredo Milani pakte pas in de Grand Prix van België zijn eerste punten dankzij een tweede plaats achter Geoff Duke. Sante Geminiani werd met een Moto Guzzi derde. Umberto Masetti, die tot dat moment de meeste punten voor de Gilera-stal had gehaald, werd slechts negende. Duke won ook de TT van Assen en was nu al bijna onbereikbaar geworden voor de concurrentie. Milani werd opnieuw tweede en Lorenzetti werd derde. Umberto Masetti reed de snelste ronde maar viel uit en intussen begon Milani de belangrijkste Gilera-coureur te worden. Dat werd hij definitief toen hij de Grand Prix van Frankrijk won. Masetti werd hier slechts vierde, en Duke werd vijfde. De tweede plaats was voor Bill Doran en de derde voor Nello Pagani (Gilera). Toen Duke de Ulster Grand Prix won werd alle Italiaanse hoop de grond in geboord. Niemand kon hem nu nog bedreigen want hij had al vier overwinningen behaald. Ook het Clady Circuit was onbekend terrein voor de Italianen: Ken Kavanagh werd met een Norton tweede en pas op de derde plaats eindigde Umberto Masetti, nog vóór Milani, die vierde werd. Tijdens de laatste wedstrijd, de Grand Prix des Nations op Monza, deden de Italianen het uitstekend: Milani één, Masetti twee, Pagani drie, Duke vier en Bruno Ruffo (Moto Guzzi) werd vijfde. In de eindstand stond Duke eerste, vóór Milani en Masetti.
GP van Spanje, Montjuïc Park
De 500cc-race werd gekenmerkt door een groot aantal ongelukken en werd met grote overmacht gewonnen door Umberto Masetti, die ruim een minuut eerder finishte dan Tommy Wood. De overige finishers hadden een of meer ronden achterstand. Slechts zes rijders haalden de finish, waardoor ze allemaal punten scoorden.
GP van Zwitserland, Bremgarten
Nadat hij de GP van Spanje had overgeslagen, kwam Geoff Duke nu wel aan de start, maar hij viel uit door een defecte ontsteking. Gilera wist daar echter helemaal niet van te profiteren: Umberto Masetti was niet aanwezig en Nello Pagani en Alfredo Milani vielen uit. Daardoor won Fergus Anderson met de Moto Guzzi Bicilindrica 500 voor Reg Armstrong met de AJS Porcupine. Opmerkelijk was dat de kopman van AJS, Bill Doran, nu ook de tweede GP oversloeg. Benoît Musy scoorde twee punten met de Moto Guzzi Dondolino-productieracer, die slechts 33 pk leverde (een Bicilindrica 500 leverde 47 pk, de AJS Porcupine en de Norton Manx ongeveer 50 pk. De Gilera Saturno Competizione zoals Max Forster die reed leverde zelfs 37 pk).
Isle of Man TT, Mountain Course
MV Agusta had Les Graham weggekocht bij AJS en als enige vertegenwoordiger naar de TT van Man gestuurd. In de Senior TT viel hij echter uit. Gilera had niemand afgevaardigd en dat maakte de weg vrij voor Geoff Duke, die de race niet alleen van start tot finish leidde maar opnieuw het ronderecord en het racerecord brak. Bill Doran, Grahams vervanger bij AJS, werd tweede, maar had ruim vijf minuten meer nodig.
GP van België, Spa-Francorchamps
Geoff Duke won de 500cc-race in België met twintig seconden voorsprong op Alfredo Milani. Geen enkel merk was oppermachtig, Achter Duke's Norton en Milani's Gilera eindigden Sante Geminiani (Moto Guzzi) en Reg Armstrong (AJS). Gilera's kopman Umberto Masetti en de kopman van AJS Bill Doran bleven puntloos en de beide MV Agusta's vielen uit, waardoor Duke nu al een flnke voorsprong in het wereldkampioenschap had.
Dutch TT, Assen
Geoff Duke won met de Norton Manx zijn derde Grand Prix op rij en vergrootte zijn voorsprong op Alfredo Milani flink. De strijd om de eerste plaats was niet spannend, die om de derde plaats wel: Enrico Lorenzetti won maar net van privérijder Johnny Lockett.
GP van Frankrijk, Albi
De overwinning van Alfredo Milani bracht de spanning in de 500cc-klasse weer enigszins terug. Bill Doran scoorde met zijn AJS Porcupine voor de tweede keer dit seizoen een podiumpositie en klom daardoor naar de derde plaats in het kampioenschap.
Ulster GP, Clady
Geoff Duke won de 500cc-race niet alleen, hij werd ook nog geholpen door Ken Kavanagh en Umberto Masetti, die voor Alfredo Milani finishten. Daardoor scoorde Milani slechts drie punten en was het wereldkampioenschap beslist. Als Milani de GP des Nations zou winnen kon hij nog op 31 punten komen. Hij had al drie streepresultaten. Duke had pas twee nulscores, maar als hij in de GP des Nations minder dan twee punten zou scoren zou dat zijn streepresultaat worden. Zo niet, dan streepte hij de twee punten van de GP van Frankrijk weg. Zo kwam hij minimaal op 34 punten en was hij dus onbereikbaar voor Milani.
GP des Nations, Monza
De 500cc-race werd een succes voor het team van Gilera, dat met Alfredo Milani, Umberto Masetti en Nello Pagani een grote voorsprong nam op de Norton Manx van Geoff Duke. Voor Duke was dat allemaal niet belangrijk, hij hoefde slechts enkele punten te scoren om de constructeurstitel voor Norton zeker te stellen, want hij was al wereldkampioen.

### Uitslagen 500cc-klasse

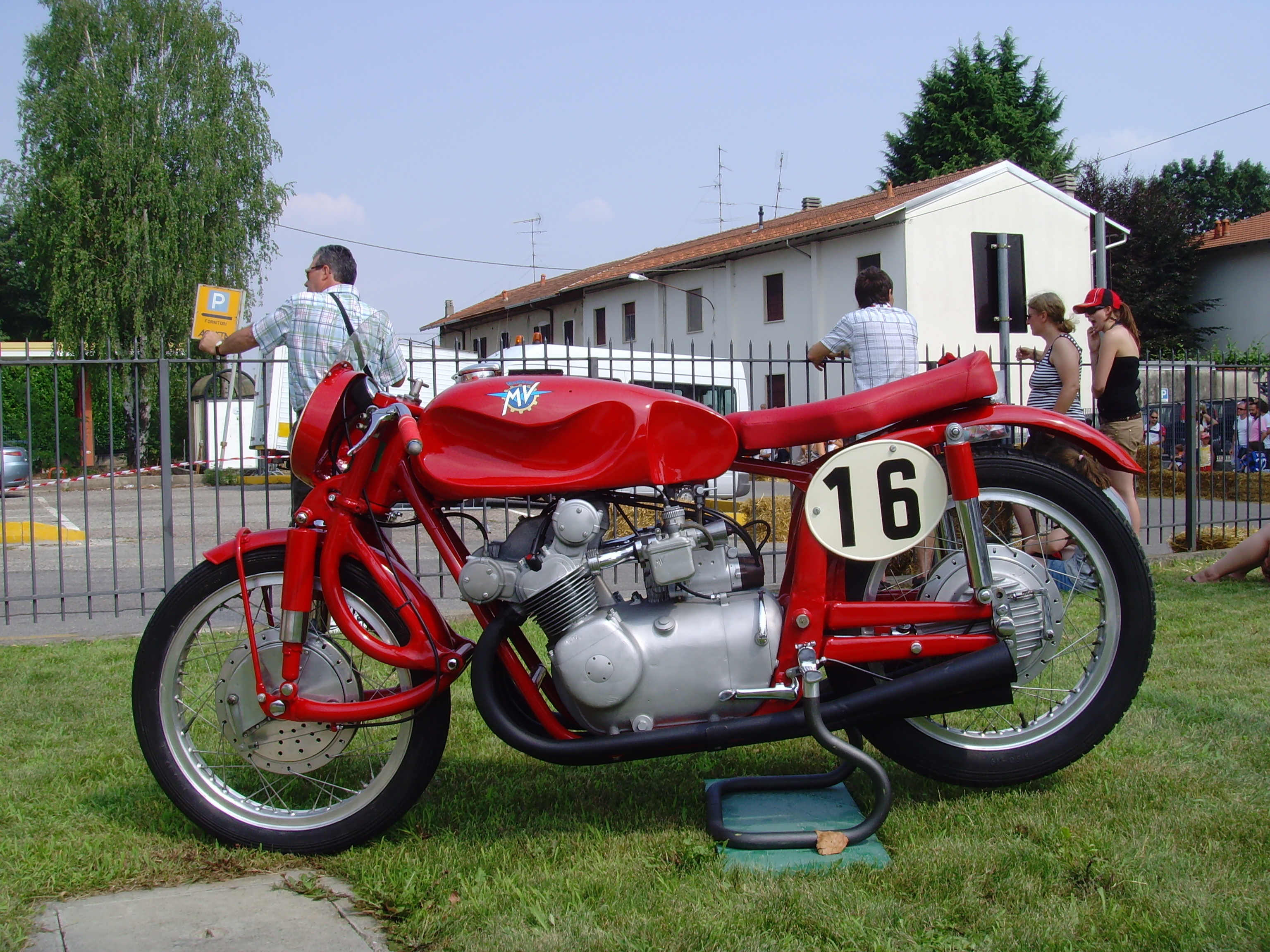
MV Agusta 500 4C, waarschijnlijk van begin 1951. De machine heeft nog cardanaandrijving en twee carburateurs, maar ook al de nieuwe Earles voorvork die in 1952 werd gebruikt.

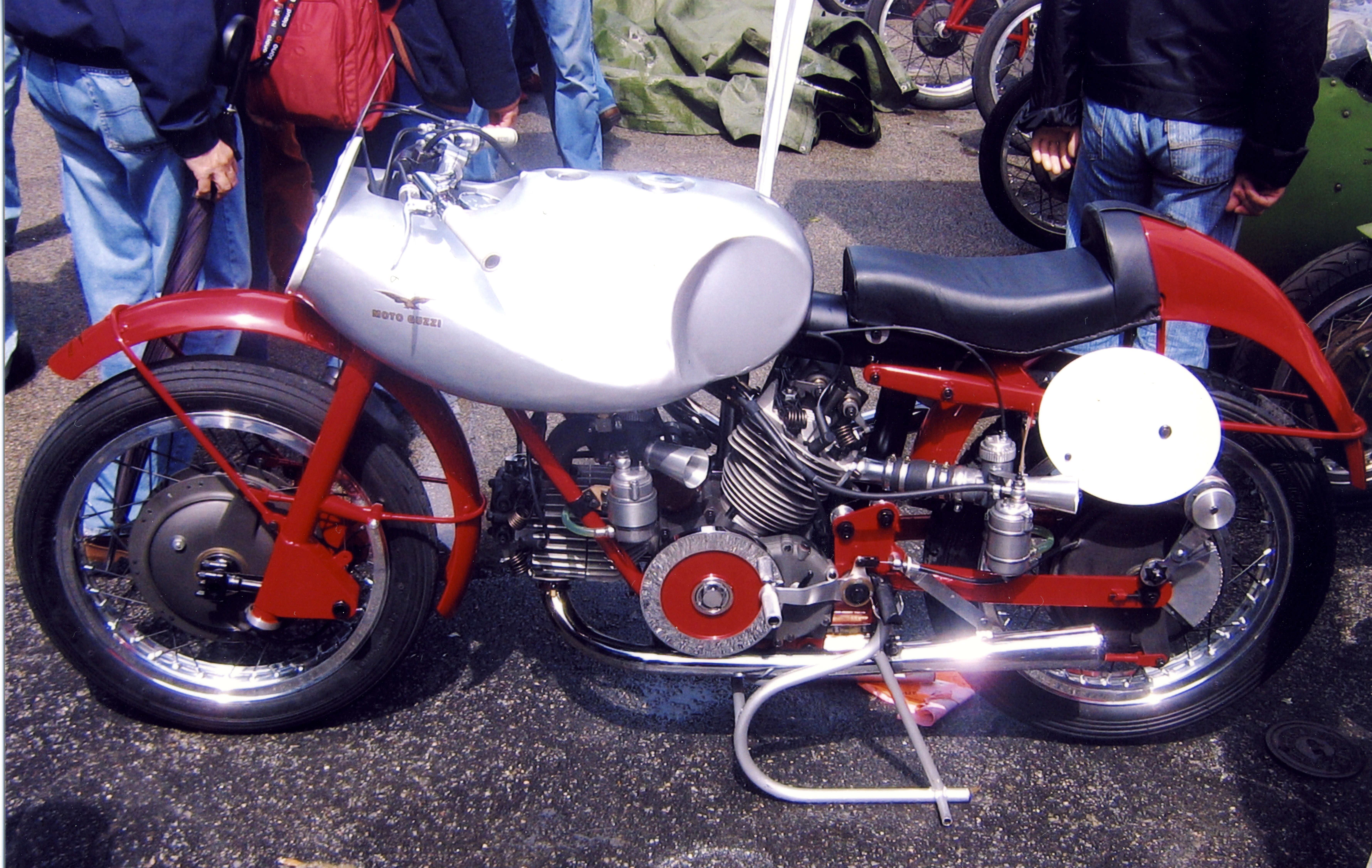
Moto Guzzi Bicilindrica 500 uit 1951

|   | Datum       | Race               | Circuit           | 1e              | 2e              | 3e                | Snelste ronde     |
| - | ----------- | ------------------ | ----------------- | --------------- | --------------- | ----------------- | ----------------- |
| 1 | 8 april     | GP van Spanje      | Montjuïc          | Umberto Masetti | Tommy Wood      | Arciso Artesiani  | Enrico Lorenzetti |
| 2 | 27 mei      | GP van Zwitserland | Bremgarten        | Fergus Anderson | Reg Armstrong   | Enrico Lorenzetti | Fergus Anderson   |
| 3 | 8 juni      | Isle of Man TT     | Mountain Course   | Geoff Duke      | Bill Doran      | Cromie McCandless | Geoff Duke        |
| 4 | 1 juli      | GP van België      | Spa-Francorchamps | Geoff Duke      | Alfredo Milani  | Sante Geminiani   | Geoff Duke        |
| 5 | 7 juli      | TT van Assen       | Assen             | Geoff Duke      | Alfredo Milani  | Enrico Lorenzetti | Umberto Masetti   |
| 6 | 15 juli     | GP van Frankrijk   | Albi              | Alfredo Milani  | Bill Doran      | Nello Pagani      | Alfredo Milani    |
| 7 | 16 augustus | Ulster Grand Prix  | Clady             | Geoff Duke      | Ken Kavanagh    | Umberto Masetti   | Alfredo Milani    |
| 8 | 9 september | GP des Nations     | Monza             | Alfredo Milani  | Umberto Masetti | Nello Pagani      | Alfredo Milani    |

### Eindstand 500cc-klasse
| Pos. | Coureur           | Motorfiets | Ptn.    |
| ---- | ----------------- | ---------- | ------- |
| 1    | Geoff Duke        | Norton     | 35 (37) |
| 2    | Alfredo Milani    | Gilera     | 31      |
| 3    | Umberto Masetti   | Gilera     | 21      |
| 4    | Bill Doran        | AJS        | 14      |
| 5    | Nello Pagani      | Gilera     | 10      |
| 6    | Reg Armstrong     | AJS        | 9       |
| 7    | Fergus Anderson   | Moto Guzzi | 8       |
| 8    | Enrico Lorenzetti | Moto Guzzi | 8       |
| 9    | Tommy Wood        | Norton     | 6       |
| 9    | Ken Kavanagh      | Norton     | 6       |
| 11   | Johnny Lockett    | Norton     | 6       |
| 12   | Carlo Bandirola   | MV Agusta  | 5       |

| Pos. | Coureur             | Motorfiets | Ptn. |
| ---- | ------------------- | ---------- | ---- |
| 13   | Arciso Artesiani    | MV Agusta  | 4    |
| 13   | Cromie McCandless   | Norton     | 4    |
| 13   | Sante Geminiani (†) | Moto Guzzi | 4    |
| 16   | Roger Montané       | Norton     | 3    |
| 16   | Tommy McEwan        | Norton     | 3    |
| 18   | Jack Brett          | Norton     | 3    |
| 19   | Benoît Musy         | Moto Guzzi | 2    |
| 19   | Manliff Barrington  | Norton     | 2    |
| 19   | Bruno Ruffo         | Moto Guzzi | 2    |
| 22   | Ernesto Vidal       | Norton     | 1    |
| 22   | Willy Lips          | Norton     | 1    |
| 22   | Ashley Len Parry    | Norton     | 1    |
| 22   | Len Perry           | Norton     | 1    |

(Punten tussen haakjes zijn inclusief streepresultaten)

### Constructeurstitel 500cc-klasse
| Pos. | Constructeur | Ptn.    |
| ---- | ------------ | ------- |
| 1    | Norton       | 38 (45) |
| 2    | Gilera       | 36 (40) |
| 3    | AJS          | 22 (23) |
| 4    | Moto Guzzi   | 18      |
| 5    | MV Agusta    | 7       |

(Punten tussen haakjes zijn inclusief streepresultaten)

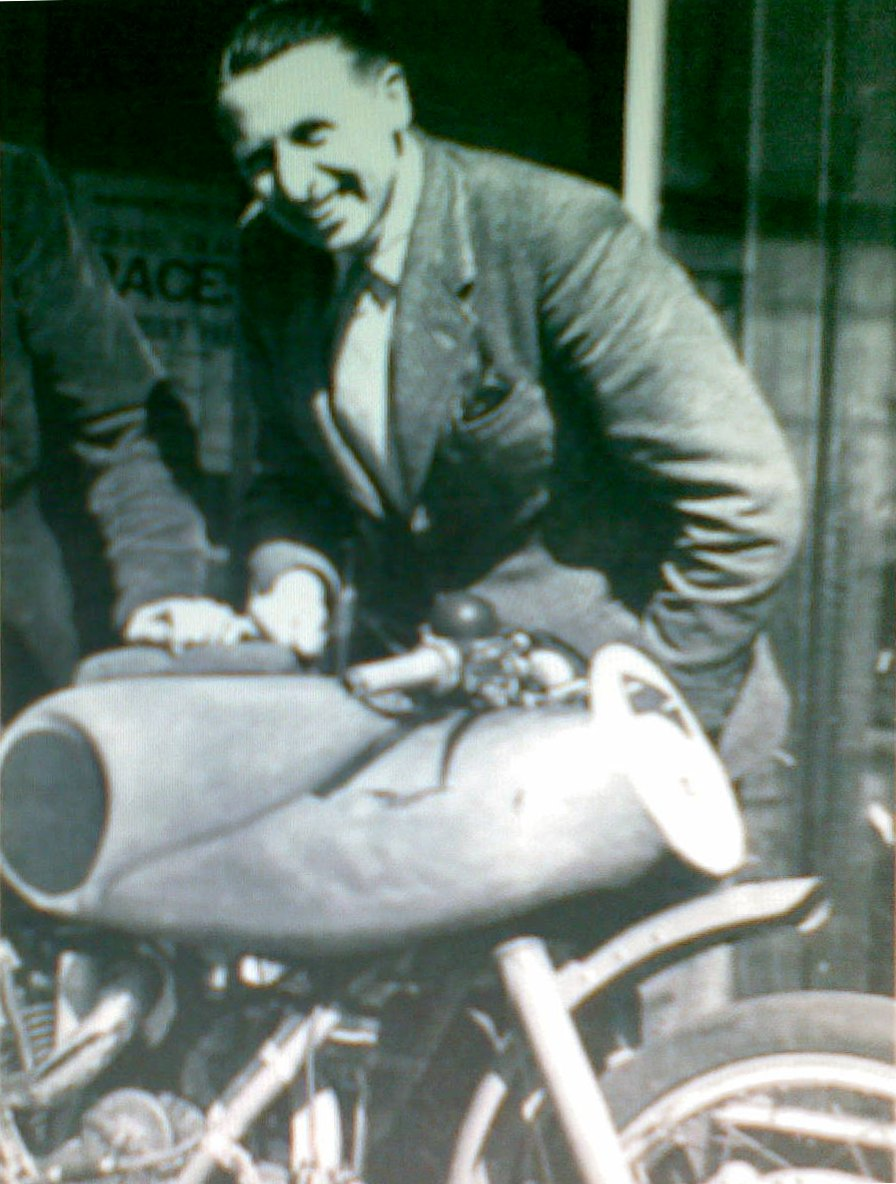
Bob Foster reed in België zijn laatste Grand Prix, maar hij viel uit.

## 350cc-klasse
In 1951 liep de uit 1938 stammende Velocette KTT Mk VIII op zijn laatste benen. Velocette hief het fabrieksteam op en daarmee ging de strijd om de wereldtitel tussen de AJS 7R en de Norton 40M. Beide machines waren eigenlijk als productieracer bedoeld, maar bij gebrek aan concurrentie waren het toch de beste 350cc-machines. De Norton 40M was bovendien in 1951 voorzien van het superieure Featherbed frame dat door Rex McCandless was bedacht. Toch verraste Les Graham de wereld door in de eerste twee GP's goed te scoren: tweede in Spanje en eerste in Zwitserland. Bill Doran (AJS) ging niet naar deze wedstrijden en Geoff Duke sloeg Spanje over en viel in Zwitserland uit. De Spaanse Grand Prix werd gewonnen door Tommy Wood met een Moto Guzzi, zeer waarschijnlijk een 250cc-Moto Guzzi Gambalunghino. In de Junior TT werd Geoff Duke de eerste coureur die met een 350cc-machine een gemiddelde van meer dan 90 mijl per uur op de Mountain Course haalde. Hij leidde van start tot finish en won voor zijn Norton-teamgenoten Johnny Lockett en Jack Brett. Les Graham werd hier slechts tiende en kwam daarna niet meer aan de start in de 350cc-klasse. In België waren Duke en Lockett opnieuw eerste en tweede, maar de derde plaats ging nu naar Bill Lomas, die een Velocette reed. Bill Doran werd slechts vijfde. In Assen won Doran wel, want Geoff Duke viel uit. Bill Petch (AJS) werd tweede en Ken Kavanagh (Norton) werd derde. De drie laatste GP's werden allemaal gewonnen door Geoff Duke, die daardoor met een enorme puntenvoorsprong wereldkampioen werd, vóór Bill Doran en Johnny Lockett. De beste Velocette-rijder was Les Graham.
GP van Spanje, Montjuïc Park
Net als in de 500cc-race waren er in de 350cc-race maar twee coureurs die om de overwinning streden. Tommy Wood won met twee minuten voorsprong op Les Graham en de overige twaalf finishers kwamen er niet aan te pas: zij hadden ten minste één ronde achterstand. Wood had ook de Spaanse GP van 1950 op Montjuïc Park al gewonnen.
GP van Zwitserland, Bremgarten
Velocette had haar fabrieksteam opgeheven omdat de KTT Mk VIII behoorlijk op leeftijd begon te komen, maar nu Les Graham tweede was geworden in de GP van Spanje en deze GP won zag het er toch rooskleurig uit, vooral omdat Cecil Sandford tweede werd voor Reg Armstrong met de AJS Boy Racer.
Isle of Man TT, Mountain Course
Ook de Junior TT werd een prooi voor Geoff Duke, die de eerste coureur werd die in deze klasse een ronde boven de 90 mijl per uur reed en in de tweede ronde een recordsnelheid van 91,38 mph neerzette. AJS en Velocette kwamen er niet aan te pas, want de tweede en de derde plaats gingen ook naar Norton: de privérijders Johnny Lockett en Jack Brett.
GP van België, Spa-Francorchamps
Geoff Duke won ook de Belgische 350cc-race, zelfs met 40 seconden voorsprong op Johnny Lockett, die op privébasis met een Norton Manx reed. Les Graham viel met zijn Velocette KTT uit en moest de leiding in het wereldkampioenschap afstaan aan Duke. Graham bleef wel tweede, maar werd bedreigd door Lockett.
Dutch TT, Assen
Geoff Duke scoorde niet in de 350cc-race, maar voor de stand boven in het kampioenschap maakte dat geen verschil, want ook Les Graham en Johnny Lockett, Cecil Sandford en Tommy Wood kwamen niet in de uitslagen voor. Daardoor profiteerde ook Velocette niet, want de eerste twee plaatsen gingen naar de AJS-rijders Bill Doran en Bill Petch.
GP van Frankrijk, Albi
Geoff Duke won wel de 350cc-race in Frankrijk en hij breidde zijn voorsprong in het wereldkampioenschap flink uit omdat Les Graham geen punten scoorde. Graham werd in de stand zelfs gepasseerd door privérijder Johnny Lockett, die in de race vierde werd achter Jack Brett en Bill Doran.
Ulster GP, Clady
Twee dagen na zijn overwinning in de 500cc-race stelde Geoff Duke ook zijn wereldtitel in de 350cc-klasse veilig. Hij won de race voor Ken Kavanagh, die voor de tweede keer in deze week tweede werd. Johnny Lockett scoorde slechts vier punten, waardoor hij in de GP des Nations maximaal op 27 punten kon komen. Duke had er echter al 32 en ze hadden beiden al drie nulscores (lees: streepresultaten).
GP des Nations, Monza
Voor de derde keer op rij werd Ken Kavanagh tweede achter Geoff Duke. Het bracht hem op de vierde plaats in de eindstand. Jack Brett finishte als derde Norton-rijder voor Bill Doran met de AJS Boy Racer. Doran passeerde in de WK-stand Johnny Lockett.

### Uitslagen 350cc-klasse

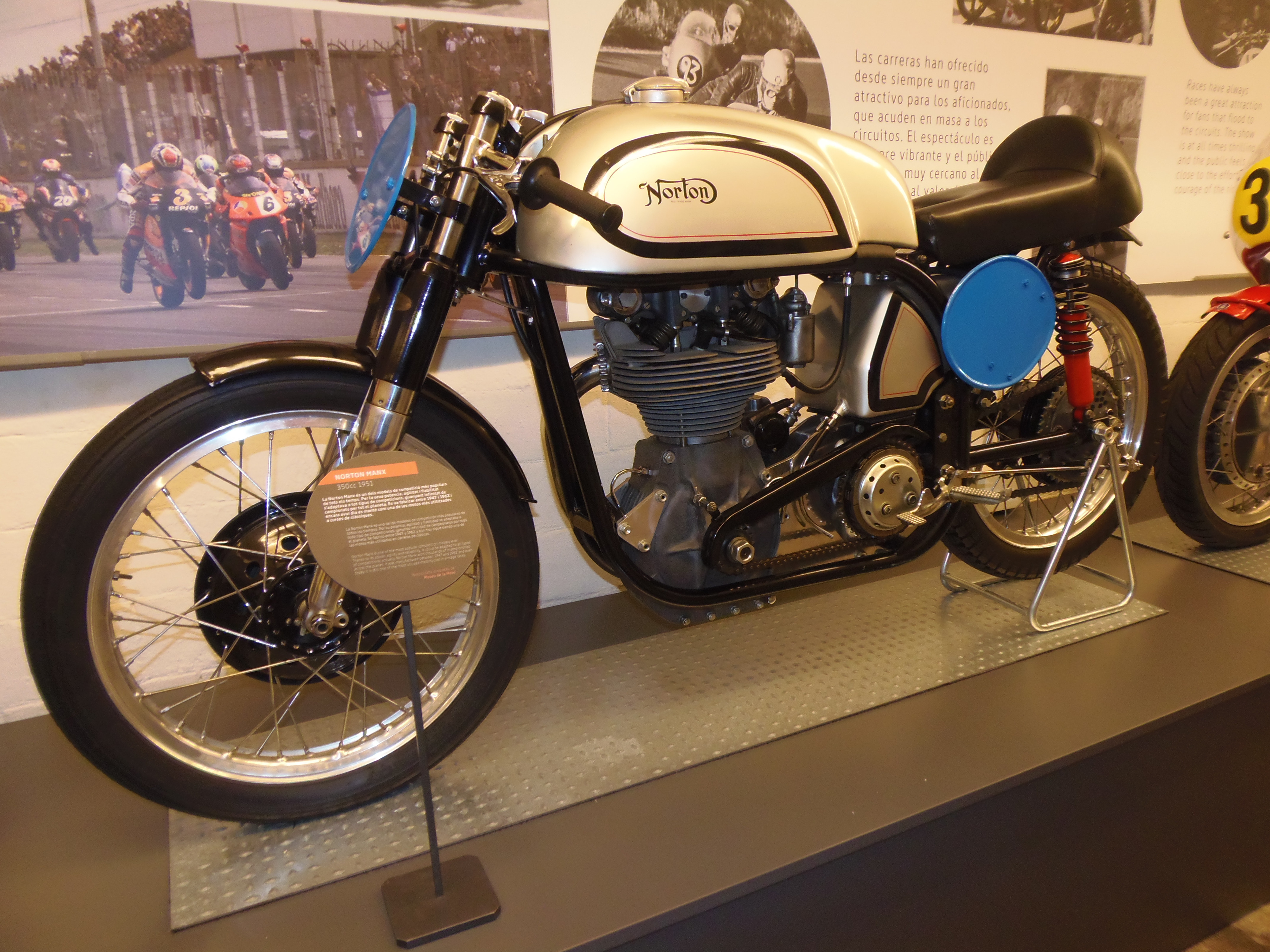
350cc-Norton Manx

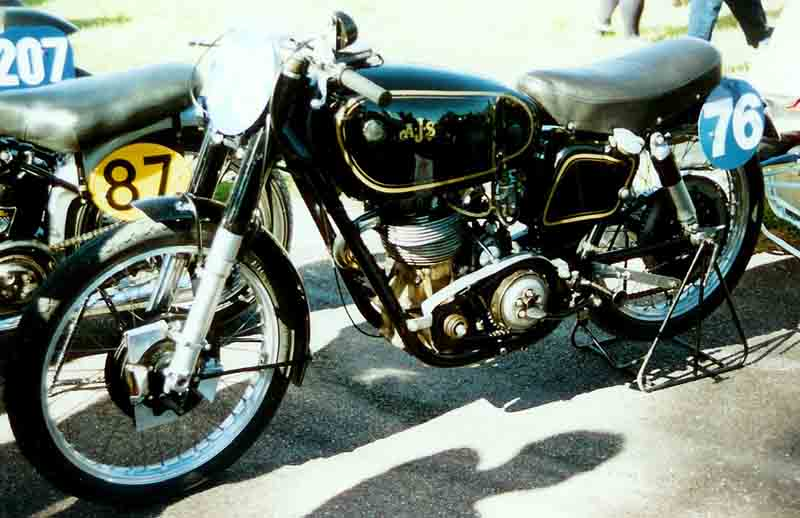
AJS 7R "Boy Racer".

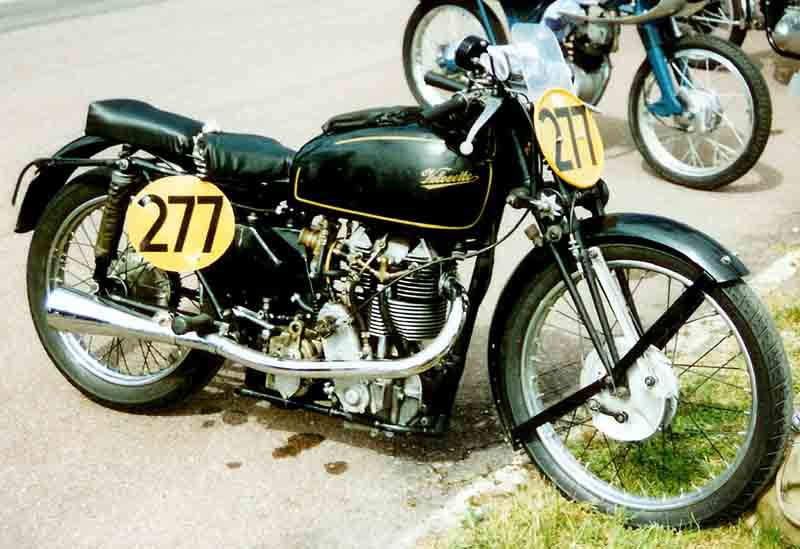
Velocette KTT Mk VIII

|   | Datum       | Race               | Circuit           | 1e         | 2e             | 3e             | Snelste ronde |
| - | ----------- | ------------------ | ----------------- | ---------- | -------------- | -------------- | ------------- |
| 1 | 7 april     | GP van Spanje      | Montjuïc          | Tommy Wood | Les Graham     | Bill Petch     | Tommy Wood    |
| 2 | 27 mei      | GP van Zwitserland | Bremgarten        | Les Graham | Cecil Sandford | Reg Armstrong  | Reg Armstrong |
| 3 | 8 juni      | Isle of Man TT     | Mountain Course   | Geoff Duke | Johnny Lockett | Jack Brett     | Geoff Duke    |
| 4 | 1 juli      | GP van België      | Spa-Francorchamps | Geoff Duke | Johnny Lockett | Bill Lomas     | Geoff Duke    |
| 5 | 7 juli      | TT van Assen       | Assen             | Bill Doran | Bill Petch     | Ken Kavanagh   | Bill Doran    |
| 6 | 15 juli     | GP van Frankrijk   | Albi              | Geoff Duke | Jack Brett     | Bill Doran     | Bill Doran    |
| 7 | 18 augustus | Ulster Grand Prix  | Clady             | Geoff Duke | Ken Kavanagh   | Johnny Lockett | Geoff Duke    |
| 8 | 9 september | GP des Nations     | Monza             | Geoff Duke | Ken Kavanagh   | Jack Brett     | Geoff Duke    |

### Eindstand 350cc-klasse
| Pos. | Coureur        | Motorfiets | Ptn. |
| ---- | -------------- | ---------- | ---- |
| 1    | Geoff Duke     | Norton     | 40   |
| 2    | Bill Doran     | AJS        | 19   |
| 3    | Johnny Lockett | Norton     | 19   |
| 4    | Ken Kavanagh   | Norton     | 16   |
| 5    | Jack Brett     | Norton     | 15   |
| 6    | Les Graham     | Velocette  | 14   |
| 7    | Reg Armstrong  | AJS        | 11   |
| 8    | Bill Petch     | AJS        | 10   |
| 9    | Cecil Sandford | Velocette  | 9    |
| 10   | Tommy Wood     | Velocette  | 8    |
| 11   | Bill Lomas     | Velocette  | 6    |

| Pos. | Coureur             | Motorfiets | Ptn. |
| ---- | ------------------- | ---------- | ---- |
| 12   | Rod Coleman         | AJS        | 5    |
| 13   | Mick Featherstone   | AJS        | 4    |
| 14   | Fernando Aranda     | Moto Guzzi | 3    |
| 14   | Paul Fuhrer         | Velocette  | 3    |
| 16   | Jack Raffeld        | Velocette  | 2    |
| 16   | Sid Mason           | Velocette  | 2    |
| 16   | Simon Sandys-Winsch | Velocette  | 2    |
| 19   | John Grace          | Norton     | 1    |
| 19   | Leonhard Faßl       | AJS        | 1    |
| 19   | Bob Foster          | Velocette  | 1    |
| 19   | Bob Matthews        | Velocette  | 1    |

### Constructeurstitel 350 cc-klasse
| Pos. | Constructeur | Ptn.    |
| ---- | ------------ | ------- |
| 1    | Norton       | 40 (45) |
| 2    | Velocette    | 22      |
| 2    | AJS          | 22 (27) |
| 4    | Moto Guzzi   | 8       |

(Punten tussen haakjes zijn inclusief streepresultaten)

## 250cc-klasse
Dario Ambrosini begon met zijn Benelli weer voortvarend aan het seizoen met een overwinning in de eerste Grand Prix (Zwitserland) en een tweede plaats in de Lightweight TT. Tijdens de training voor de Franse Grand Prix in Albi verongelukte hij echter. Hij werd postuum derde in het WK, maar de titel ging naar Bruno Ruffo (Moto Guzzi Gambalunghino) en diens teamgenoot Tommy Wood werd tweede. Velocette, dat haar 350cc-fabrieksteam had afgeschaft, kwam in 1951 voor het eerst met een nieuwe 250cc-machine met dubbele bovenliggende nokkenassen aan de start. Arthur Wheeler startte echter alleen in de Lightweight TT (vijfde) en de Ulster Grand Prix (derde) en werd zevende in de eindstand.
GP van Zwitserland, Bremgarten
Regerend wereldkampioen Dario Ambrosini begon het seizoen voortvarend. Hij bleef met zijn Benelli 250 Bialbero de Moto Guzzi Gambalunghino's van Bruno Ruffo en Gianni Leoni ruim voor. Benoît Musy reed ook hier sterk: vierde met zeer waarschijnlijk een "gewone" Moto Guzzi Airone Sport. Nino Grieco debuteerde met een punt met de Parilla 250 Bialbero.
Isle of Man TT, Mountain Course
Hoewel Velocette haar fabrieksteam had opgeheven, had men Arthur Wheeler voorzien van een nieuwe 250cc-racer met een dubbele bovenliggende nokkenas. Het mocht niet baten tegen de overmacht van Moto Guzzi, dat Tommy Wood (waarschijnlijk vanwege zijn circuitkennis) een Moto Guzzi Gambalunghino had gegeven. Wood won ook, op korte afstand gevolgd door Dario Ambrosini met de Benelli. Ambrosini kon zich dat wel veroorloven, want hij bleef op een ruime voorsprong in de 250cc-stand staan. Fergus Anderson reed de snelste ronde met zijn Gambalunghino, maar viel in de derde ronde stil met motorproblemen.
GP van Frankrijk, Albi
Zonder de verongelukte Dario Ambrosini won Bruno Ruffo de Franse 250cc-race met slechts 0,9 seconde voorsprong op zijn stalgenoot Gianni Leoni. Ruffo, die niet naar de TT van Man was gereisd, kwam nu samen met Ambrosini aan de leiding van het wereldkampioenschap te staan. Tommy Wood reed ook een Moto Guzzi, maar werd met bijna twee minuten achterstand derde. Hij zakte van de tweede naar de derde plaats in het WK.
Ulster GP, Clady
In de 250cc-race zag men weer een van de zeldzame optredens van Maurice Cann, die - als hij aan GP's deelnam - altijd goed presteerde. Nu werd hij tweede achter Bruno Ruffo, die al vrijwel zeker was van de wereldtitel. Theoretisch kon Tommy Wood dankzij zijn derde plaats nog wereldkampioen worden, maar dan moest hij de laatste GP winnen en mocht Ruffo daar niet scoren.
GP des Nations, Monza
De kleine kans die Tommy Wood nog had op de wereldtitel werd de grond in geboord door Enrico Lorenzetti, die hem met slechts 0,8 seconde verschil versloeg. Een overwinning van Wood was ook niet genoeg geweest, want Bruno Ruffo werd derde en wereldkampioen. De overwinning van Lorenzetti was niet genoeg om de inmiddels overleden Dario Ambrosini in de eindstand te passeren.

### Uitslagen 250cc-klasse
|   | Datum       | Race               | Circuit         | 1e                | 2e              | 3e                | Snelste ronde   |
| - | ----------- | ------------------ | --------------- | ----------------- | --------------- | ----------------- | --------------- |
| 1 | 27 mei      | GP van Zwitserland | Bremgarten      | Dario Ambrosini   | Bruno Ruffo     | Gianni Leoni      | Dario Ambrosini |
| 2 | 6 juni.     | Isle of Man TT     | Mountain Course | Tommy Wood        | Dario Ambrosini | Enrico Lorenzetti | Fergus Anderson |
| 3 | 15 juli     | GP van Frankrijk   | Albi            | Bruno Ruffo       | Gianni Leoni    | Tommy Wood        | Bruno Ruffo     |
| 4 | 18 augustus | Ulster Grand Prix  | Clady           | Bruno Ruffo       | Maurice Cann    | Arthur Wheeler    | Bruno Ruffo     |
| 5 | 9 september | GP des Nations     | Monza           | Enrico Lorenzetti | Tommy Wood      | Bruno Ruffo       | Bruno Ruffo     |

### Eindstand 250cc-klasse
| Pos. | Coureur             | Motorfiets | Ptn.    |
| ---- | ------------------- | ---------- | ------- |
| 1    | Bruno Ruffo         | Moto Guzzi | 22 (26) |
| 2    | Tommy Wood          | Moto Guzzi | 18 (21) |
| 3    | Dario Ambrosini (†) | Benelli    | 14      |
| 4    | Enrico Lorenzetti   | Moto Guzzi | 12      |
| 5    | Gianni Leoni (†)    | Moto Guzzi | 10      |
| 6    | Maurice Cann        | Moto Guzzi | 6       |
| 7    | Arthur Wheeler      | Velocette  | 6       |
| 8    | Benoît Musy         | Moto Guzzi | 3       |
| 8    | Wilf Hutt           | Moto Guzzi | 3       |
| 8    | Fergus Anderson     | Moto Guzzi | 3       |
| 8    | Alano Montanari     | Moto Guzzi | 3       |

| Pos. | Coureur         | Motorfiets | Ptn. |
| ---- | --------------- | ---------- | ---- |
| 12   | Cecil Sandford  | Velocette  | 2    |
| 12   | Bill Lomas      | Velocette  | 2    |
| 12   | Douglas Beasley | Velocette  | 2    |
| 12   | Bruno Francisci | Moto Guzzi | 2    |
| 16   | Nino Grieco     | Parilla    | 1    |
| 16   | Fron Purslow    | Norton     | 1    |
| 16   | Werner Gerber   | Moto Guzzi | 1    |
| 16   | Norman Blemings | Excelsior  | 1    |
| 16   | Guido Paciocca  | Moto Guzzi | 1    |

(Punten tussen haakjes zijn inclusief streepresultaten)

### Constructeurstitel 250cc-klasse
| Pos. | Constructeur | Ptn.    |
| ---- | ------------ | ------- |
| 1    | Moto Guzzi   | 32 (38) |
| 2    | Benelli      | 14      |
| 3    | Velocette    | 10      |
| 4    | Excelsior    | 1       |
| 4    | Parilla      | 1       |
| 4    | Norton       | 1       |

(Punten tussen haakjes zijn inclusief streepresultaten)

## 125cc-klasse
In 1951 stelde de Isle of Man TT ook een 125cc-klasse in, de Ultra-Lightweight TT. Les Graham stapte in 1951 over naar het team van MV Agusta, maar hij kon nog geen potten breken; in de 125cc-klasse werd hij achtste met de nieuwe, door Piero Remor ontwikkelde 125 Bialbero. Cromie McCandless won in 1951 de 125cc-klasse van de Ulster Grand Prix, maar het deelnemersveld was zó klein, dat de FIM besloot de race niet te laten meetellen voor het kampioenschap. Guido Leoni won met zijn Mondial de eerste race in Spanje, maar op 6 mei, een maand vóór de tweede race, verongelukte hij. Gianni Leoni werd tweede in de Ultra-Lightweight TT en won in Assen, maar hij verongelukte tijdens de training van de Ulster Grand Prix op het Clady Circuit. De 125cc-klasse was feitelijk beroofd van twee kampioenschapskandidaten. Carlo Ubbiali (Mondial) won in Italië en werd wereldkampioen. Guido Leoni werd postuum vijfde in het WK en Gianni Leoni werd postuum tweede.
GP van Spanje, Montjuïc Park
Zoals verwacht won Mondial de 125cc-race met Guido Leoni als eerste en Carlo Ubbiali als tweede. Opmerkelijk waren de prestaties van de debuterende Montesa's van Arturo Elizalde en Juan Soler Bultó. Bakkenist Denis Jenkinson had zich ook een Montesa aangeschaft, maar hij viel uit.
Isle of Man TT, Mountain Course
Na de mislukking van de 125cc-race in de Ulster Grand Prix van 1950, waar slechts drie deelnemers verschenen, was het een gewaagde stap om de Ultra-Lightweight TT in te voeren, maar het werd een succes. Er waren achttien deelnemers, waarvan er slechts twee uitvielen. Daar was uitgerekend Les Graham bij, die door MV Agusta als enige was ingeschreven omdat hij het circuit kende. Mondial had Cromie McCandless ingehuurd, die een racegemiddelde van 74,85 mijl per uur haalde. Zijn teamgenoten Carlo Ubbiali en Gianni Leoni werden tweede en derde.
Dutch TT, Assen
Carlo Ubbiali viel met motorpech uit, maar voor Mondial was er geen man overboord want Gianni Leoni versloeg Morini-coureur Luigi Zinzani met groot gemak. Les Graham, door MV Agusta weggekocht bij AJS, scoorde zijn eerste punten met de MV Agusta 125 Bialbero, maar verder dan de derde plaats met bijna drie minuten achterstand kwam hij niet. De overleden Guido Leoni (geen familie van Gianni) stond postuum nog op de derde plaats, gedeeld met Cromie McCandless.
Ulster GP, Clady
In het seizoen 1950 had de 125cc-klasse in Ulster slechts drie deelnemers gekend (het fabrieksteam van Mondial) en daarom had de FIM besloten dat er ten minste zes deelnemers moesten zijn voor een tellend resultaat. Onder meer door het wegblijven van het fabrieksteam van MV Agusta en het overlijden van Gianni Leoni en Raffaele Alberti waren die er niet. Voor Mondial was dat ook niet nodig, want concurrent Morini was er ook niet, waardoor Bruno Ruffo ruim aan de leiding van het wereldkampioenschap zou blijven. Toch startten vier coureurs in de 125cc-klasse, maar zij reden om des keizers baard.
GP des Nations, Monza
De grootste bedreiging voor Carlo Ubbiali was Cromie McCandless, die slechts vier punten achterstand in het WK had. McCandless was echter kansloos, want hij werd op ruim twee minuten achterstand gereden en eindigde zelfs een minuut achter derde man Luigi Zinzani. In de WK-eindstand bleef McCandless zelfs nog achter de overleden Gianni Leoni, die postuum tweede werd.

### Uitslagen 125cc-klasse

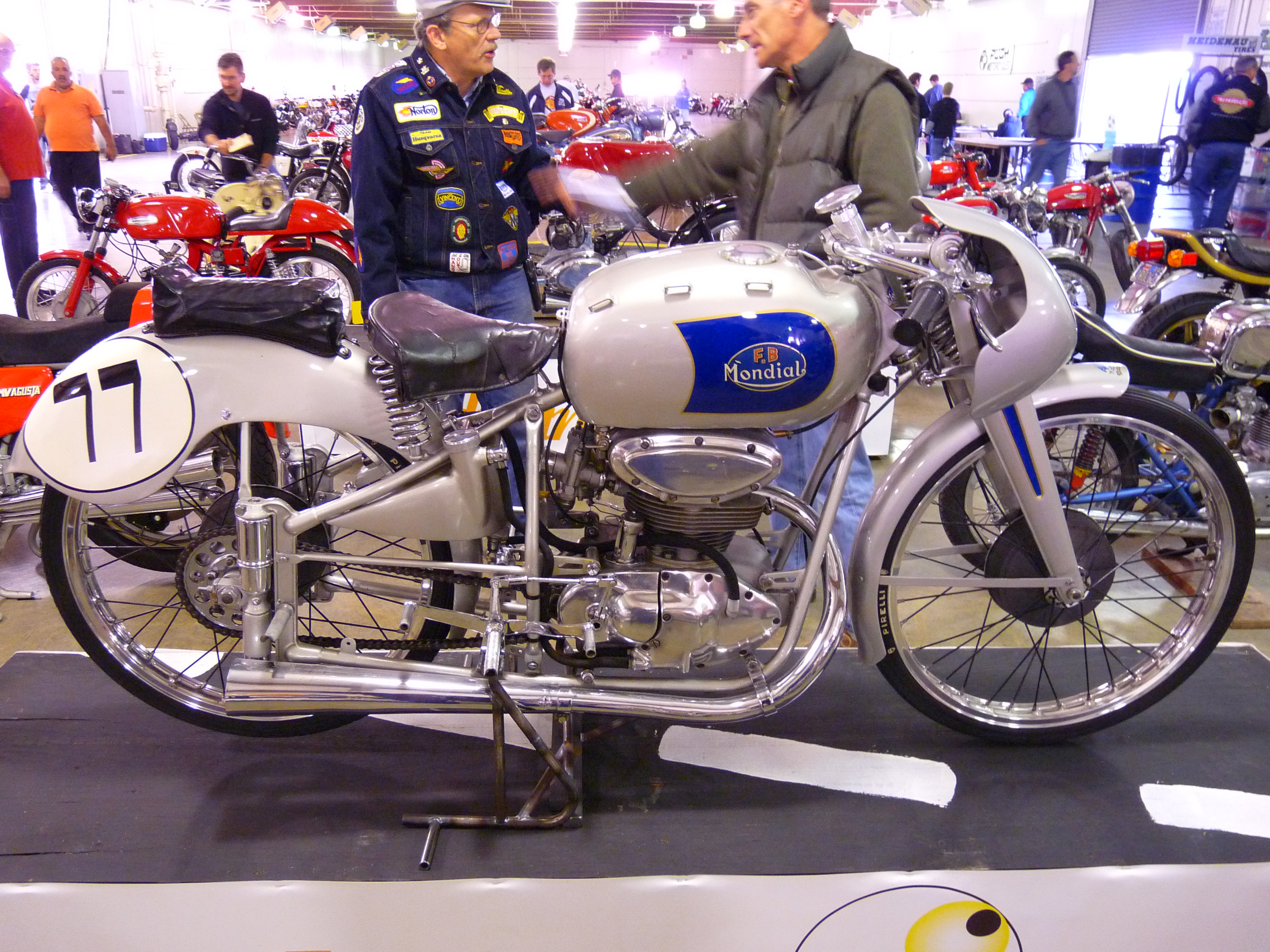
Mondial 125 Bialbero uit 1951

|   | Datum       | Race              | Circuit         | 1e                                                 | 2e                                                 | 3e                                                 | Snelste ronde                                      |
| - | ----------- | ----------------- | --------------- | -------------------------------------------------- | -------------------------------------------------- | -------------------------------------------------- | -------------------------------------------------- |
| 1 | 8 april     | GP van Spanje     | Montjuïc        | Guido Leoni                                        | Carlo Ubbiali                                      | Vittorio Zanzi                                     | Guido Leoni                                        |
| 2 | 6 juni.     | Isle of Man TT    | Mountain Course | Cromie McCandless                                  | Carlo Ubbiali                                      | Gianni Leoni                                       | Cromie McCandless                                  |
| 3 | 7 juli      | TT van Assen      | Assen           | Gianni Leoni                                       | Luigi Zinzani                                      | Les Graham                                         | Gianni Leoni                                       |
| 4 | 18 augustus | Ulster Grand Prix | Clady           | geen tellend resultaat wegens te weinig deelnemers | geen tellend resultaat wegens te weinig deelnemers | geen tellend resultaat wegens te weinig deelnemers | geen tellend resultaat wegens te weinig deelnemers |
| 5 | 9 september | GP des Nations    | Monza           | Carlo Ubbiali                                      | Romolo Ferri                                       | Luigi Zinzani                                      | Carlo Ubbiali                                      |

### Eindstand 125cc-klasse
| Pos. | Coureur           | Motorfiets | Ptn. |
| ---- | ----------------- | ---------- | ---- |
| 1    | Carlo Ubbiali     | Mondial    | 20   |
| 2    | Gianni Leoni (†)  | Mondial    | 12   |
| 3    | Cromie McCandless | Mondial    | 11   |
| 4    | Luigi Zinzani     | Morini     | 10   |
| 5    | Guido Leoni (†)   | Mondial    | 8    |
| 6    | Vittorio Zanzi    | Morini     | 7    |
| 7    | Romolo Ferri      | Mondial    | 6    |
| 8    | Les Graham        | MV Agusta  | 4    |
| 9    | Juan Soler Bultó  | Montesa    | 4    |

| Pos. | Coureur               | Motorfiets | Ptn. |
| ---- | --------------------- | ---------- | ---- |
| 10   | Raffaele Alberti (†)  | Mondial    | 3    |
| 10   | Nello Pagani          | Mondial    | 3    |
| 12   | Franco Bertoni        | MV Agusta  | 2    |
| 12   | Otello Spadoni        | Mondial    | 2    |
| 14   | José Antonio Elizalde | Montesa    | 1    |
| 14   | José Maria Llobet     | Montesa    | 1    |
| 14   | Emilio Mendogni       | Morini     | 1    |
| 14   | Giuseppe Matucci      | MV Agusta  | 1    |

### Constructeurstitel 125cc-klasse
| Pos. | Constructeur | Ptn. |
| ---- | ------------ | ---- |
| 1    | Mondial      | 32   |
| 2    | Morini       | 14   |
| 3    | MV Agusta    | 5    |
| 4    | Montesa      | 4    |

## Zijspanklasse 500 cc
De maximale cilinderinhoud van de zijspanklasse was van 600 naar 500 cc gegaan.
In 1951 wonnen Eric Oliver/Lorenzo Dobelli drie van de vijf wedstrijden, maar omdat alleen de beste vier resultaten telden was dat meer dan genoeg. Gilera wist twee wedstrijden te winnen: Ercole Frigerio/Ezio Ricotti wonnen in Zwitserland en Albino Milani/Giuseppe Pizzocri in Monza. Albino Milani was de oudere broer van Alfredo Milani.
GP van Spanje, Montjuïc Park
Eric Oliver en Lorenzo Dobelli sloegen weer in de eerste race van het seizoen toe. Ze wonnen met twee minuten voorsprong op Ercole Frigerio/Ezio Ricotti en Albino Milani/Giuseppe Pizzocri.
GP van Zwitserland, Bremgarten
Het is niet bekend welke problemen Eric Oliver en Lorenzo Dobelli hadden, maar ze werden op een ronde achterstand gereden en als vijfde geklasseerd. Dat was niet normaal, want meestal waren ze niet te kloppen door de enigszins verouderde Gilera Saturno's van de Italiaanse rijders. Nu wonnen Ercole Frigerio/Ezio Ricotti die daarmee ook aan de leiding in de WK-stand kwamen.
GP van België, Spa-Francorchamps
Eric Oliver/Lorenzo Dobelli wonnen weliswaar voor Ercole Frigerio/Ezio Ricotti, maar door hun slechte resultaat in de GP van Zwitserland bleven ze vooralsnog op de tweede plaats in het WK hangen. Peter "Pip" Harris werd in zijn eerste GP sinds het seizoen 1949 derde met bakkenist Neil Smith.
GP van Frankrijk, Albi
In de zijspanrace reden Eric Oliver en Ercole Frigerio allebei de snelste ronde (3 minuten en 59,1 seconde), maar Oliver won met bakkenist Lorenzo Dobelli met bijna twaalf seconden verschil. Daardoor stonden Oliver en Frigerio samen aan de leiding van het wereldkampioenschap. Met nog slechts één race te gaan waren ze de enige titelkandidaten. Oliver was overigens ook weer eens gestart in de 500cc-soloklasse, maar hij had de finish niet gehaald.
GP des Nations, Monza
Eric Oliver/Lorenzo Dobelli en Ercole Frigerio/Ezio Ricotti stonden gelijk aan kop van het wereldkampioenschap, maar Frigerio/Ricotti komen in uitslag niet voor. Het is niet waarschijnlijk dat ze niet gestart zijn, maar de overwinning ging naar Albino Milani/Giuseppe Pizzocri, die Oliver 0,4 seconde voor bleven. De rest van het veld had het nakijken: Peter "Pip" Harris en Neil Smith stonden op het podium, maar waren op een ronde achterstand gereden. Eric Oliver, die ook - zonder succes - in de 500cc-race was gestart, scoorde zijn derde wereldtitel op rij.

### Uitslagen zijspanklasse
|   | Datum       | Race               | Circuit           | 1e                                | 2e                                | 3e                                | Snelste ronde                                                   |
| - | ----------- | ------------------ | ----------------- | --------------------------------- | --------------------------------- | --------------------------------- | --------------------------------------------------------------- |
| 1 | 7 april     | GP van Spanje      | Montjuïc          | Eric Oliver / Lorenzo Dobelli     | Ercole Frigerio / Ezio Ricotti    | Albino Milani / Giuseppe Pizzocri | Eric Oliver / Lorenzo Dobelli                                   |
| 2 | 27 mei      | GP van Zwitserland | Bremgarten        | Ercole Frigerio / Ezio Ricotti    | Albino Milani / Giuseppe Pizzocri | Ernesto Merlo / Dino Magri        | Eric Oliver / Lorenzo Dobelli                                   |
| 3 | 1 juli      | GP van België      | Spa-Francorchamps | Eric Oliver / Lorenzo Dobelli     | Ercole Frigerio / Ezio Ricotti    | Pip Harris / Neil Smith           | Eric Oliver / Lorenzo Dobelli                                   |
| 4 | 15 juli     | GP van Frankrijk   | Albi              | Eric Oliver / Lorenzo Dobelli     | Ercole Frigerio / Ezio Ricotti    | Jean Murit / André Emo            | Eric Oliver / Lorenzo Dobelli en Ercole Frigerio / Ezio Ricotti |
| 5 | 9 september | GP des Nations     | Monza             | Albino Milani / Giuseppe Pizzocri | Eric Oliver / Lorenzo Dobelli     | Pip Harris / Neil Smith           | Eric Oliver / Lorenzo Dobelli                                   |

### Eindstand zijspanklasse
| Pos. | Coureur             | Bakkenist         | Motorfiets    | Ptn.    |
| ---- | ------------------- | ----------------- | ------------- | ------- |
| 1    | Eric Oliver         | Lorenzo Dobelli   | Norton        | 30 (32) |
| 2    | Ercole Frigerio     | Ezio Ricotti      | Gilera        | 26      |
| 3    | Albino Milani       | Giuseppe Pizzocri | Gilera        | 19      |
| 4    | Pip Harris          | Neil Smith        | Norton        | 8       |
| 5    | Jean Murit          | André Emo         | Norton        | 5       |
| 6    | Jacques Drion       | Bob Onslow        | Norton        | 5       |
| 7    | Ernesto Merlo       | Dino Magri        | Gilera        | 4       |
| 8    | Giovanni Carrù      | Carlo Musso       | Carrù-Triumph | 4       |
| 8    | Marcel Masuy        | Denis Jenkinson   | Norton        | 4       |
| 10   | Cyril Smith         | Bob Onslow        | Norton        | 3       |
| 10   | Hans Haldemann      | Josef Albisser    | Norton        | 3       |
| 12   | Siegfried Vogel     | Leo Vinatzer      | BMW           | 2       |
| 12   | Frans Vanderschrick | Jean-Marie Stas   | Norton        | 2       |
| 12   | René Bétemps        | Georges Burggraf  | Triumph       | 2       |
| 15   | Alphonse Vervroegen | Pierre Cuvelier   | FN            | 1       |

(Punten tussen haakjes zijn inclusief streepresultaten)

### Constructeurstitel zijspanklasse
| Pos. | Constructeur | Ptn.    |
| ---- | ------------ | ------- |
| 1    | Norton       | 30 (33) |
| 2    | Gilera       | 28 (34) |
| 3    | Triumph      | 6       |
| 4    | BMW          | 2       |
| 5    | FN           | 1       |

(Punten tussen haakjes zijn inclusief streepresultaten)